# 브링 미 더 호라이즌
브링 미 더 호라이즌(Bring Me the Horizon)은 잉글랜드의 메탈 코어, 데스 코어 밴드이다.

## 역사

### EP, This Is What the Edge of Your Seat Was Made For (2002-2006)
2004년, 밴드는 EP인 "This Is What the Edge of Your Seat Was Made For"을 발표하였다.

### "Count Your Blessings" (2006-2007)
2006년, 밴드는 첫 정규앨범인 "Count Your Blessings"를 발표하였다.

### "Suicide Season" (2008–2009)
2008년, 밴드는 두 번째 정규앨범인 "Suicide Season"을 발표하였다.

### "There Is a Hell, Believe Me I've Seen It. There Is a Heaven, Let's Keep It a Secret." (2010-2011)
2010년, 밴드는 세 번째 정규앨범인 "There Is a Hell, Believe Me I've Seen It. There Is a Heaven, Let's Keep It a Secret."를 발표하였다.

### "Sempiternal" (2012-2014)
2012년, 밴드는 네 번째 정규앨범인 "Sempiternal"을 발표하였다.

### "That's the Spirit" (2015-현재)
2015년, 밴드는 다섯 번째 정규앨범인 "That's the Spirit"을 발표하였다.

## 구성원

#### 현재
- 맷 킨 - 베이스 (2004-현재)
- 리 말리아 - 기타, 보컬 (2004-현재)
- 맷 니컬스 - 드럼 (2004-현재)
- 올리버 사이크스 - 보컬, 프로듀서 (2004-현재)
- 조단 피쉬 - 키보드 (2012-현재)